# Champigné
Champigné est une ancienne commune française située dans le département de Maine-et-Loire, en région Pays de la Loire.
Depuis le 15 décembre 2016, la commune appartient à la commune nouvelle des Hauts-d'Anjou et devient commune déléguée.

## Géographie
Commune angevine  de la partie orientale du Segréen, Champigné se situe au sud-est de Querré, sur les routes D 190 Marigné - Cheffes, D 770, Thorigné d'Anjou - Châteauneuf sur Sarthe, et D 768, Contigné - Feneu.

## Urbanisme
En 2009 on trouvait 873 logements sur la commune de Champigné, dont 93 % étaient des résidences principales, pour une moyenne sur le département de 91 %, et dont 58 % des ménages en étaient propriétaires.

### Toponymie

Armes de la famille de Girard de Charnacé originaire de Charnacé : Écartelé, aux 1 et 4 d'azur à trois chevrons d'or, qui est de Girard ; aux 2 et 3 d'azur à trois croisettes pattées d'or, qui est de Charnacé

## Histoire
La liste des noms de lieux angevins qui se terminent par « é » est longue ; c'est souvent l'indice qu'existait un domaine gallo-romain.
La terre de Charnacé est le berceau de la famille de Girard de Charnacé.
Pendant la Première Guerre mondiale, 59 habitants perdent la vie. Lors de la Seconde Guerre mondiale, 10 habitants sont tués.
Un rapprochement intervient en 2016. Le 15 décembre, les communes de Brissarthe, Champigné, Contigné, Cherré, Marigné, Querré et Sœurdres, s'associent pour former la commune nouvelle des Hauts d'Anjou. Champigné en devient une commune déléguée. Un nouveau regroupement intervient en 2019 avec l'intégration de la commune de Châteauneuf-sur-Sarthe, qui devient alors le siège de la nouvelle commune.

## Politique et administration

### Administration municipale

#### Administration actuelle
Depuis le 15 décembre 2016, Champigné constitue une commune déléguée au sein de la commune nouvelle des Hauts-d'Anjou, et dispose d'un maire délégué.
| Période                                  | Période  | Identité        | Étiquette    | Qualité    |
| ---------------------------------------- | -------- | --------------- | ------------ | ---------- |
| décembre 2016                            | mai 2020 | Paul Jeanneteau | UDF puis UMP | Pharmacien |
| mai 2020                                 |          | Estelle Desnoes |              |            |
| Les données manquantes sont à compléter. |          |                 |              |            |

#### Administration ancienne
| Période                                  | Période       | Identité           | Étiquette    | Qualité |
| ---------------------------------------- | ------------- | ------------------ | ------------ | --- |
| Les données manquantes sont à compléter. |               |                    |              | |
| ca. 1920                                 | 1955          | Henri Robert       |              | Propriétaire |
| 1955                                     | mars 1971     | Roland de la Poype |              | Industriel en plasturgie Compagnon de la Libération                                                                                                |
| mars 1971                                | juin 1995     | Jacques Lihoreau   | RI-DVD       | Éleveur, maire honoraire Président national du contrôle laitier Président départemental des Républicains indépendants                              |
| juin 1995                                | décembre 2016 | Paul Jeanneteau    | UDF puis UMP | Pharmacien Député de Maine-et-Loire (1re circ.) (2007 → 2012) Conseiller général (2001 → 2015) Conseiller régional (2015 → 2021) Président du CNER |

### Ancienne situation administrative
La commune était membre de la communauté de communes du Haut-Anjou, elle-même membre du syndicat mixte Pays de l'Anjou bleu, Pays segréen. Le 15 décembre 2016, la commune nouvelle de Les Hauts-d'Anjou entraine sa substitution dans les établissements de coopération intercommunale.

## Population et société

### Démographie

#### Évolution démographique
L'évolution du nombre d'habitants est connue à travers les recensements de la population effectués dans la commune depuis 1793. À partir du 1er janvier 2009, les populations légales des communes sont publiées annuellement dans le cadre d'un recensement qui repose désormais sur une collecte d'information annuelle, concernant successivement tous les territoires communaux au cours d'une période de cinq ans. 
Pour les communes de moins de 10 000 habitants, une enquête de recensement portant sur toute la population est réalisée tous les cinq ans, les populations légales des années intermédiaires étant quant à elles estimées par interpolation ou extrapolation. Pour la commune, le premier recensement exhaustif entrant dans le cadre du nouveau dispositif a été réalisé en 2006,.
En 2014, la commune comptait 2 121 habitants, en évolution de +2,41 % par rapport à 2009 (Maine-et-Loire : +3,3 %, France hors Mayotte : +2,49 %).
| 1793  | 1800 | 1806  | 1821  | 1831  | 1836  | 1841  | 1846  | 1851  |
| ----- | ---- | ----- | ----- | ----- | ----- | ----- | ----- | ----- |
| 1 126 | 970  | 1 195 | 1 153 | 1 210 | 1 223 | 1 262 | 1 369 | 1 360 |

| 1856  | 1861  | 1866  | 1872  | 1876  | 1881  | 1886  | 1891  | 1896  |
| ----- | ----- | ----- | ----- | ----- | ----- | ----- | ----- | ----- |
| 1 364 | 1 372 | 1 343 | 1 383 | 1 381 | 1 387 | 1 324 | 1 327 | 1 313 |

| 1901  | 1906  | 1911  | 1921  | 1926  | 1931  | 1936  | 1946  | 1954  |
| ----- | ----- | ----- | ----- | ----- | ----- | ----- | ----- | ----- |
| 1 261 | 1 273 | 1 239 | 1 099 | 1 090 | 1 052 | 1 039 | 1 127 | 1 076 |

| 1962  | 1968  | 1975  | 1982  | 1990  | 1999  | 2006  | 2011  | 2014  |
| ----- | ----- | ----- | ----- | ----- | ----- | ----- | ----- | ----- |
| 1 094 | 1 071 | 1 240 | 1 436 | 1 461 | 1 501 | 1 869 | 2 064 | 2 121 |

#### Pyramide des âges
La population de la commune est relativement jeune. Le taux de personnes d'un âge supérieur à 60 ans (21,7 %) est en effet supérieur au taux national (21,8 %) tout en étant toutefois inférieur au taux départemental (21,4 %).
À l'instar des répartitions nationale et départementale, la population féminine de la commune est supérieure à la population masculine. Le taux (50,9 %) est du même ordre de grandeur que le taux national (51,9 %).
La répartition de la population de la commune par tranches d'âge est, en 2008, la suivante :
- 49,1 % d’hommes (0 à 14 ans = 26,2 %, 15 à 29 ans = 17,7 %, 30 à 44 ans = 20,8 %, 45 à 59 ans = 16,7 %, plus de 60 ans = 18,6 %) ;
- 50,9 % de femmes (0 à 14 ans = 20,9 %, 15 à 29 ans = 16,3 %, 30 à 44 ans = 20,2 %, 45 à 59 ans = 18 %, plus de 60 ans = 24,6 %).

| Hommes | Classe d’âge | Femmes |
| ------ | ------------ | ------ |
| 1,1    | 90 ans ou +  | 2,7    |
| 5,6    | 75 à 89 ans  | 10,2   |
| 11,9   | 60 à 74 ans  | 11,7   |
| 16,7   | 45 à 59 ans  | 18,0   |
| 20,8   | 30 à 44 ans  | 20,2   |
| 17,7   | 15 à 29 ans  | 16,3   |
| 26,2   | 0 à 14 ans   | 20,9   |

| Hommes | Classe d’âge | Femmes |
| ------ | ------------ | ------ |
| 0,4    | 90 ans ou +  | 1,1    |
| 6,3    | 75 à 89 ans  | 9,5    |
| 12,1   | 60 à 74 ans  | 13,1   |
| 20,0   | 45 à 59 ans  | 19,4   |
| 20,3   | 30 à 44 ans  | 19,3   |
| 20,2   | 15 à 29 ans  | 18,9   |
| 20,7   | 0 à 14 ans   | 18,7   |

## Économie

### Revenus de la population et fiscalité
Le revenu fiscal médian par ménage était en 2010 de 16 150 €, pour une moyenne sur le département de 17 632 €.
En 2009, 44 % des foyers fiscaux étaient imposables, pour 51 % sur le département.

### Tissu économique
Sur 159 établissements présents sur la commune à fin 2010, 25 % relevaient du secteur de l'agriculture (pour une moyenne de 17 % sur le département), 9 % du secteur de l'industrie, 8 % du secteur de la construction, 47 % de celui du commerce et des services et 13 % du secteur de l'administration et de la santé.

## Culture locale et patrimoine

Manoir de Charnacé.

### Lieux et monuments
- Le château des Briottières : château du XVIIIe siècle reconstruit vers 1780 par la famille Lesrat sur un parc à l'anglaise de 40 hectares. Actuellement, c'est un château privé recevant des hôtes.
- Le manoir de Charnacé : la commune s'honore d'avoir vu naître Hercule de Charnacé le 3 septembre 1588 au château de Charnacé. Ce seigneur fut emmené, dès l'âge de 12 ans à la cour d'Henri III de France par son parrain le duc de Montbazon. Remarqué par le cardinal de Richelieu, il fut chargé d'ambassades importantes, notamment auprès du roi Gustave-Adolphe de Suède. Il négocia l'alliance entre ce dernier et Louis XIII en 1631.
- Le manoir de la Hamonnière : il doit son nom à messire Antoine Hamon, qui était seigneur en 1408. Le corps central, datant de la première moitié du XVe siècle, comporte une tourelle à pans coupés pour l'escalier. Une immense toiture, aussi haute que la façade, est égayée de hautes lucarnes à grands pignons aigus.
Au XVe siècle, la Hamonnière se vit adjoindre un prolongement vers l'ouest et un pavillon d'angle ou donjon de plaisance, de trois étages dans le style Renaissance.

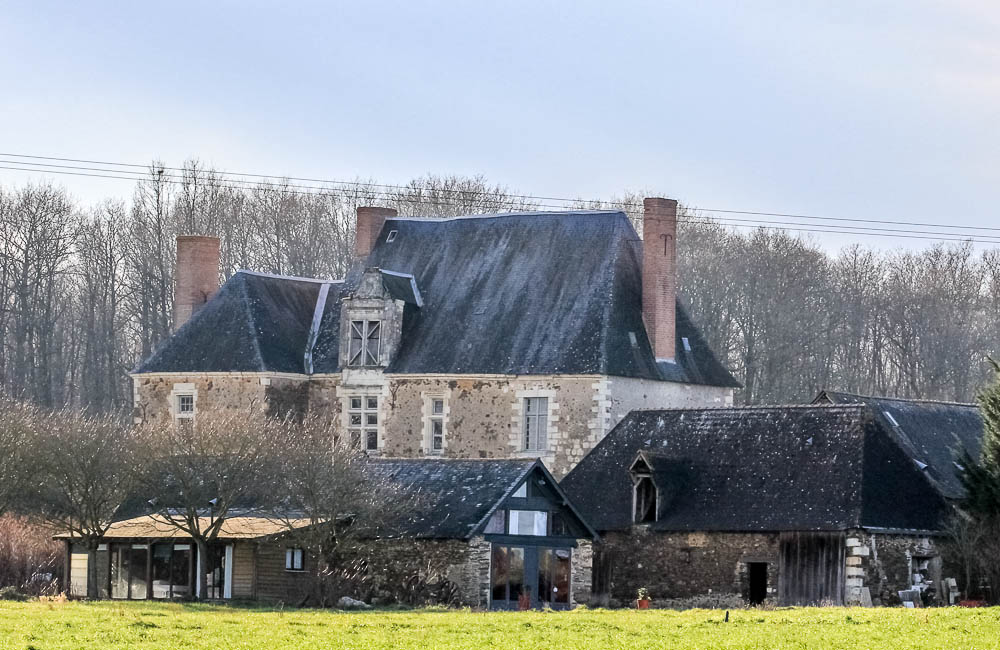
Manoir de la Maldemeure.

- Manoir de la Maldemeure.

### Personnalités liées à la commune
- Henri Lebasque (Champigné 1865 - Le Cannet 1937), peintre né dans la commune.
- Roland de La Poype (Les Pradeaux 1920 - Saint-Tropez 2012), Grand Croix de la Légion d'honneur, compagnon de la Libération, héros de l'Union Soviétique, pilote de chasse durant la Seconde Guerre mondiale, il fut l'un des héros de l'escadrille Normandie-Niemen (15 victoires homologuées). Industriel après la guerre et pionnier dans l'industrie du plastique (inventeur du Berlingot DOP et concepteur de la Méhari), il créera le Marineland d'Antibes. Il sera maire de la commune de 1955 à 1971 où il résidait au château de Mozé, demeure familiale qu'il transforma en golf (Anjou Golf Club).
- Ernest Pineau (Chalonnes 1886-Beaupréau 1975), curé de la paroisse de Champigné, auteur et metteur en scène d’œuvres théâtrales, dont La Passion de Notre Seigneur Jésus Christ dite la Passion de Champigné, jouée dans la salle Saint-Roland de Champigné par des paroissiens, de 1946 à 1960, ce spectacle ayant attiré environ 70 000 spectateurs pendant cette période de quatorze années.[réf. nécessaire]